# バイオチップ
バイオチップ (Biochip) とは、DNA、たんぱく質、糖鎖を基板上に多数固定した素子。

## 概要
細胞を基板上に培養して生理学的な活性を再現して合成するタイプや、酵素を基板上に固定して生理学的な機能を分析するタイプのように、複数の種類がある。また、センシングデバイスとしては、糖尿病患者の体内に埋め込んで血糖値を随時計測してインスリンを放出するような用途にも開発が進められつつある。
センシングデバイスとしてのバイオチップ
DNA、蛋白質、糖鎖などの生体分子あるいは細胞などが基板上に固定されており、マイクロ流路に対象となる試料が流れると成分を分析する。動物実験の代替が期待される。
反応、合成装置としてのバイオチップ
酵素や細胞などが基板上に固定されており、それによって合成する。特定の条件下でしか生息できないような腸内細菌のような微生物をチップ状で培養し、有用な物質を合成するようなことが想定される。

## 用途
- 分析、診断
- 有用な化学物質の合成